# New Providence
New Providence – wyspa w archipelagu Bahamów położona na Oceanie Atlantyckim. Wchodzi w skład państwa Bahamy.
- powierzchnia – 207 km²
- ludność – 210 tys. (2000)

Najbardziej zaludniona wyspa archipelagu, zamieszkuje ją 2/3 ludności Bahamów. Główne miasto, stolica kraju, ważny port lotniczy i morski – Nassau. Powierzchnia nizinna. Rozwinięta turystyka, rybołówstwo, przemysł odzieżowy i spożywczy. Uprawa pomidorów, bananów, ananasów, drzew owocowych (gł. cytrusów), palmy kokosowej i agawy sizalowej.
Odkryta w czasie pierwszej wyprawy Kolumba przechodziła kilkakrotnie z rąk do rąk. Po Hiszpanach wyspę na krótko zajmowali Holendrzy, a na przełomie XVII i XVIII wieku była "stolicą" karaibskich piratów, którzy upodobali sobie tę wyspę z racji dogodnej dla kotwiczenia zatoki i bliskości szlaków żeglugowych hiszpańskich statków wiozących z Ameryki Środkowej do Europy drogocenne kruszce. Dopiero w roku 1718 Bahamy, a wraz z nimi New Providence, zostały przyłączone do Zjednoczonego Królestwa, a wyspa stała się siedzibą gubernatora.
Pierwszy gubernator Woodes Rogers ogłosił amnestię dla piratów, po czym zaczął ścigać tych, którzy się nie podporządkowali. W ciągu kilku lat (1720–1725) problem rozbójników morskich w tym regionie został praktycznie rozwiązany.

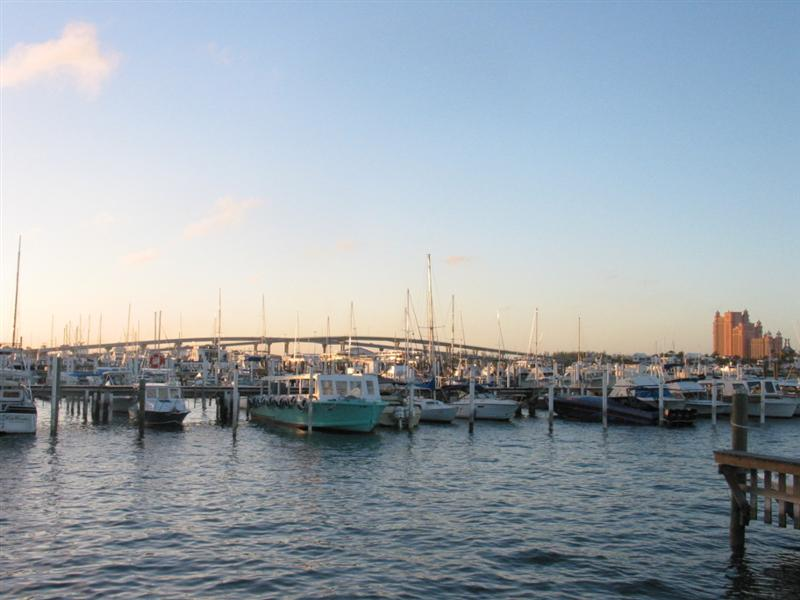
Marina w Nassau

W lutym 1776 roku kolonia została zaatakowana przez amerykańską flotyllę pod wodzą Eseka Hopkinsa. Głównym celem ataku był Fort Montagne na New Providence, gdzie spodziewano się zdobyć znaczne zapasy prochu. 3 marca amerykańscy marines dokonali swego pierwszego historycznie desantu na nieprzyjacielskie wybrzeże zdobywając fort, a wraz z nim 88 dział i 15 moździerzy, ale większa część zapasów potrzebnego Armii Kontynentalnej prochu została przez Anglików z wyspy wywieziona. Hopkins przez dwa tygodnie ładował łupy na swe 7 statków nim ostatecznie odpłynął.
Po zakończeniu wojny rewolucyjnej kilka tysięcy lojalistów osiedliło się na New Providence i okolicznych wyspach wraz ze swymi niewolnikami, jednak niska jakość gleby i rzadkie opady uniemożliwiły utrzymanie się plantacji i w początkach XIX wieku Bahamy niemal opustoszały i tylko na New Providence osada o nazwie Nassau rozrastała się z powodu istnienia znacznego garnizonu brytyjskiego. Jednak i on przestał istnieć w roku 1850, a fort popadł w ruinę.
Okres prosperity powtórzył się w czasie wojny secesyjnej i w okresie prohibicji, gdy Nassau było centrum przemytniczym.
W czasie II wojny światowej New Providence służyła jako baza brytyjskiej i amerykańskiej floty.
Bahamy stały się niezależnym państwem w roku 1973. Od lat 60. XX wieku New Providence jest jednym z głównych ośrodków wypoczynkowych dla Amerykanów dysponując takimi atutami jak pełnowymiarowe lotnisko międzynarodowe, głęboka zatoka umożliwiająca dokowanie statków wycieczkowych, liczne hotele z kasynami gry.